# Gordon Davies
Gordon John Davies (ur. 3 sierpnia 1955 w Merthyr Tydfil) – walijski piłkarz występujący na pozycji napastnika.
W barwach Chelsea i Manchesteru City rozegrał 44 spotkania i zdobył 15 bramek w Division One. Zadebiutował w tych rozgrywkach jako zawodnik Chelsea, 8 grudnia 1984 w zremisowanym 1:1 meczu z Sheffield Wednesday, w którym strzelił gola. Ponadto wystąpił w 161 meczach Division Two, zdobywając 72 bramki.
W reprezentacji Walii zadebiutował 21 listopada 1979 w przegranym 0:1 meczu el. do ME 1980 z Turcją, a 31 maja 1983 w wygranym 1:0 towarzyskim pojedynku z Irlandią Północną strzelił swojego pierwszego gola w kadrze. W latach 1979–1986 w drużynie narodowej rozegrał 16 spotkań i zdobył dwie bramki.